# Zbiorcza Brygada Kawalerii
Zbiorcza Brygada Kawalerii – wielka jednostka kawalerii Wojska Polskiego improwizowana w czasie kampanii wrześniowej 1939.
Zbiorcza Brygada Kawalerii została zorganizowana 23 września 1939 roku, w Warszawie, w rejonie Łazienek z Wielkopolskiej, Pomorskiej i Podolskiej Brygady Kawalerii.

## Obsada personalna Zbiorczej Brygady Kawalerii
Obsada personalna Zbiorczej Brygady Kawalerii
- dowódca brygady – gen. bryg. dr Roman Abraham (dowódca Wlkp. BK)
- zastępca dowódcy brygady – płk dypl. Leon Strzelecki (dowódca Podol. BK)
- szef sztabu – mjr dypl. Tadeusz Grzeżułko (szef sztabu Wlkp. BK)
- kwatermistrz - mjr dypl. kaw. Grzegorz Dobrowolski-Doliwa
- dowódca 9 pułku Ułanów Małopolskich – ppłk dypl. Klemens Stanisław Rudnicki
- dowódca 14 pułku Ułanów Jazłowieckich – płk kaw. Edward Józef Godlewski
- dowódca 15 pułku Ułanów Poznańskich – mjr kaw. Kazimierz Józef Chłapowski
- dowódca 17 pułku Ułanów Wielkopolskich – płk kaw. Ignacy Kowalczewski
- dowódca 7 dywizjonu artylerii konnej – ppłk art. Ludwik Sawicki
- szwadron pionierów nr 6
- dowódca plutonu konnego żandarmerii nr 7 – por. żand. Adam Kostrzewa
- dowódca nadwyżek – ppłk dypl. Witold Święcicki (szef sztabu Podol. BK)